# 천황식당
천황식당(天凰食堂)은 진주 중앙시장에 있는 역사적인 음식점이다. 1927년에 설립되어 대한민국에서 가장 오래된 음식점 중 하나이다. 진주비빔밥을 전문으로 한다.
1927년에 설립되었다. 이곳은 대방할매로 불렸으며 비빔밥으로 유명해졌다. 한국 전쟁 중(1950년~1953년)에는 원래 건물이 폭격으로 파괴되었다. 전쟁 후에는 원래 창업주의 며느리인 오봉순가 재건했다. 2004년 기사에는 이 음식점이 그때부터 같은 건물을 사용하고 있다고 보도되었다. 2004년과 2019년 기사에서는 이 음식점이 3대째 주인이 운영하고 있다고 언급했다. 2006년 기사에는 의자와 테이블이 화양 절충 건축 양식을 닮았다고 주장했다.
이 음식점의 메뉴는 의도적으로 적다고 알려져 있다. 전주비빔밥 외에도 양념 고기 요리인 불고기, 육회 요리인 육회, 그리고 국인 선지국을 제공한다. 이 음식점은 자체적으로 고추장, 간장, 김치를 만든다고 알려져 있다. 이들은 음식점 마당에 있는 큰 장독에 준비된다.
2015년에는 백종원의 3대 천왕 에피소드에 이 음식점이 소개되었다.